# 馬來刺子莞
馬來刺子莞（学名：Rhynchospora malasica）为莎草科刺子莞屬下的一个种。

## 扩展阅读
- 維基物種上的相關：馬來刺子莞